# Ронге, Максимилиан
Максимилиан Ронге (нем. Maximilian Ronge; 9 ноября 1874, Вена — 10 сентября 1953, Вена) — австрийский офицер, оберст, последний руководитель военной разведки Австро-Венгерской империи (1917—1918), начальник Эвиденцбюро — разведывательного бюро австро-венгерского Генерального штаба. Мастер шпионажа.
В 1913 году сыграл ключевую роль в разоблачении двойного агента полковника Альфреда Редля, что стало причиной острого политического и военного кризиса в Австро-Венгрии.

## Биография
Образование получил в Терезианской академии, где учился вместе с Теодором Кёрнером.
Успешно продвигался по службе в императорско-королевской армии Австрийской империи. С 1896 года — лейтенант во 2-м имперском егерском полку в Вене. С 1899 по 1901 год обучался в военном училище, затем проходил службу в Граце, Любляне и Ниско.
В 1907 году переведен в Эвиденцбюро — разведывательное бюро Генерального штаба императорско-королевской армии Австрийской империи, где был учеником и протеже полковника Альфреда Редля. В 1913 году, Ронге руководил расследованием после обнаружения невостребованного письма с большой суммой денег, что в конечном итоге привело к тому, что Редль был выявлен, как русский двойной агент, который впоследствии совершил самоубийство.
В 1914 году был назначен в отдел информации Генерального штаба императорско-королевской армии Австрийской империи, где занимался расследованием и борьбой с «антигосударственными» и «революционными» противниками двойной монархии во время Первой мировой войны, а также применением жестоких мер в отношении гражданского населения, в том числе лояльных к Российской империи русинов Галиции.
В 1917 году в чине оберста стал последним руководителем военной разведки Австро-Венгерской империи и оставался на этом посту до распада Австро-Венгрии. Являлся непосредственным организатором борьбы с российской военной разведкой в течение 11 лет — с 1907 по 1918 год. Не менее успешно и продуктивно под его руководством велась и разноплановая разведывательная работа, приносившая ощутимые оперативные, а следовательно, политические и военные результаты.
В 1920—1930-е годы — чиновник генеральной дирекции охраны общественного порядка.
В Первой Австрийской Республике Ронге отвечал за возвращение на родину австрийских военнопленных, как предполагается, одновременно служа в государственной полиции Австрии. Был заместителем директора государственного управления по делам военнопленных и гражданских интернированных лиц в Вене. «Мой дед, — писал его внук историк Герхард Ягшиц, — был массовым убийцей по действующим сегодня правилам».
Одновременно был членом тайного общества, готовящегося к свержению социал-демократической республики. Занимаемая должность позволила ему в конце войны уничтожить многочисленные досье с потенциально компрометирующими материалами.
В межвоенный период — правый консерватор.
Вышел в отставку в 1932 году, но уже в следующем году был отозван и назначен на должность директора «Специального бюро государственной полиции» (Staatspolizeiliches Sonderbüro).
В 1934 году при режиме Э. Дольфуса Ронге служил в федеральной канцелярии правительства Австрии, однако возглавляемая им контрразведывательная служба не смогла предотвратить убийство Э. Дольфуса национал-социалистскими путчистами.

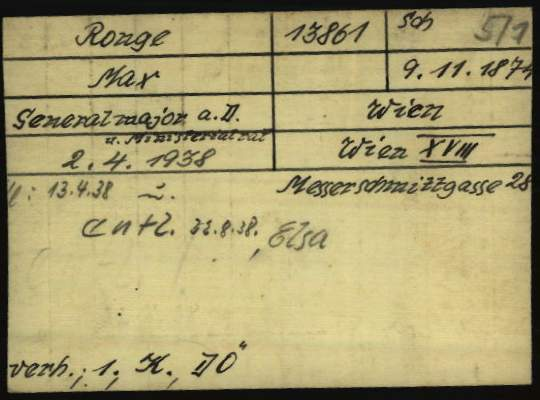
Регистрационная карточка Максимилиана Ронге в качестве заключенного в нацистском концентрационном лагере в Дахау

После аншлюса отказался присоединиться к СС, и как политически неблагонадежный, был арестован и направлен в концентрационный лагерь Дахау. Будучи в заключении Ронге написал «заявление о лояльности» Вильгельму Канарису, после чего был освобождён в августе 1938 года.
Во время Второй мировой войны жил в Вене. После Второй мировой войны Ронге поддерживал связь с американскими войсками в управляемой союзниками Австрии, консультировал американцев, создававших в Австрии новую систему спецслужб. Поднимал вопрос о создании новой австрийской разведывательной службы, но умер в 1953 году.
Оставил ценные мемуары про деятельность военной разведки накануне и во время Первой мировой войны, уникальный источник по истории спецслужб.